# Guido Donaglio
Guido Donaglio (1911) è stato un calciatore italiano, di ruolo attaccante.

## Carriera
Dopo gli esordi nel Lido Venezia, viene venduto al Bologna Football Club 1909 per la cifra di 24000 lire, giocando solo per pochi mesi al fianco di futuri campioni del mondo come Monzeglio e Schiavio a causa di un grave infortunio al ginocchio quando con la squadra si recò in Austria per un'amichevole precampionato. Successivamente gioca per quattro anni nel campionato di Serie B con la Serenissima che nel 1934-35 torna alla vecchia denominazione A.C. Venezia, totalizzando complessivamente tra i cadetti 65 presenze con 18 reti.